# Marvel Comics
A Marvel Comics é uma editora norte-americana de histórias em quadrinhos e de mídias relacionadas, situada em Nova York. Hoje, a Marvel Comics é considerada a maior editora de mídias do mundo. Em 2009, a The Walt Disney Company adquiriu a Marvel Entertainment, a empresa mãe da Marvel.
A empresa conta com diversos personagens bem conhecidos como: Homem-Aranha, Homem-Formiga, Capitão América, Capitã Marvel, Homem de Ferro, Punho de Ferro, Demolidor, Deadpool, Justiceiro, Feiticeira Escarlate, Viúva Negra, Jessica Jones, Luke Cage, Máquina de Combate, Pantera Negra, Gavião Arqueiro, Doutor Estranho, Motoqueiro Fantasma, Wolverine, Hulk, Thor, Visão, Falcão, Vespa, Blade, e suas equipes como: Vingadores, Defensores, Thunderbolts, Eternos, X-Men, A-Force, Quarteto Fantástico, Heróis de Aluguel, Guardiões da Galáxia, Agents of S.H.I.E.L.D., Jovens Vingadores, Manto e Adaga, Fugitivos, Inumanos dentre outros, e os antagonistas como: Thanos, Ultron, Venom, Duende Verde, Caveira Vermelha, Doutor Destino, Rei do Crime, Magneto, Galactus e Loki.  
A Marvel Comics, anteriormente Marvel Comics Group, começou em 1939 como Timely Comics e no início da década de 1950, se tornou conhecida como Atlas Comics. A marca Marvel começou em 1961, ano em que a empresa lançou Quarteto Fantástico e outros títulos de super-heróis criados por Stan Lee, Jack Kirby, Steve Ditko e muitos outros. A Marvel também tinha uma editora chamada Epic Comics, criada em 1980, destinada para o público mais velho que a linha tradicional da Marvel, mas foi extinta em 1995 ou 1998 com sua última publicação. Em 1981, a Marvel comprou os estúdios de animação DePatie-FreLeng Enterprises, a empresa foi rebatizada de Marvel Productions Ltd. A Marvel também é proprietário dos selos Max, criada em 2001, após a editora ter saído do Comics Code Authority e ter estabelecido o seu próprio sistema de revistas, e também é dona da Knights e da Icon Comics.
A maioria dos personagens fictícios da Marvel operam em uma única realidade conhecida como o Universo Marvel, com a maioria dos locais refletindo lugares da vida real; Muitos personagens principais são ambientados em Nova York, Estados Unidos.

## História

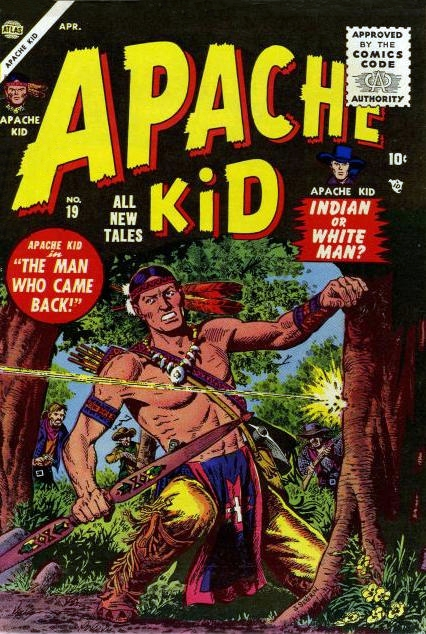
Apache Kid nº19 (1956).

### Início
A Marvel Comics foi fundada por volta de 1930 e 1940 por Martin Goodman, com o nome de Timely Comics. Goodman, um editor de revistas pulp que começou a vender histórias de faroeste em 1933, expandiu suas atividades para um emergente - e até então bastante popular - mercado de revistas de histórias em quadrinhos originais. Goodman começou a empresa na 330 West 42nd Street, New York City, New York. Ele detinha oficialmente os títulos de editor, editor-executivo e gerente de negócios, com Abraham Goodman ocupando oficialmente o cargo de publisher. A primeira publicação ocorreu em 1939, com o número 1 da revista Marvel Comics, onde se deram as primeiras aparições do super-herói Tocha Humana e do anti-herói Namor, o Príncipe Submarino. A equipe por trás desse sucesso de vendas veio de uma outra editora, a Funnies, Inc., mas no ano seguinte, a própria equipe da editora ocupou este posto. Com a segunda edição, o título da série mudou para Marvel Mystery Comics.
O primeiro editor de quadrinhos da Marvel, o também roteirista e desenhista Joe Simon, se juntou a Jack Kirby, para criar o primeiro herói patriota da história, o Capitão América, em Captain America Comics #1. (Março de 1941). Capitão América logo virou um sucesso, com uma circulação de quase um milhão. Portanto, nos anos 40 a Timely tornou-se muito conhecida.
Em 1939, Goodman contratou o primo de sua esposa, Stanley Martin Lieber, como auxiliar geral de escritório. Quando o editor Simons deixou a companhia no final de 1941, Goodman fez de Lieber - que escreveria sob o pseudônimo de "Stan Lee" - editor provisório da linha de quadrinhos, uma posição que Lee manteve durante décadas, exceto por três anos durante o serviço militar na II Guerra Mundial. Lee escreveu extensivamente para a Timely Comics, contribuindo para vários títulos diferentes.
O mercado americano de quadrinhos de super-heróis caiu no pós-guerra. A Editora de Goodman deixou de publicar a maior parte de suas obras anteriores, e expandiu-se para uma ampla variedade de gêneros que a Timely Comics ainda não havia publicado, com ênfase no gênero de horror, faroeste, humor, animais, crime, quadrinhos de guerra, e posteriormente, acrescentando uma porção de revistas da selva, títulos de romance e até mesmo espionagem, aventura medieval, histórias da Bíblia e esportes. Como outras editoras, Goodman também cortejou as leitoras com quadrinhos principalmente humorístico sobre modelos e mulheres famosas.
A estratégia de negócios do editor Martin Goodman envolvido com suas várias revistas publicadas por várias  empresas que operavam a partir do mesmo escritório e com a mesma equipe. Uma dessas empresas de fachada foi chamada de Marvel Comics. Algumas capas de revistas, como All Surprise Comics #12 (Inverno de 1946/1947), traziam a frase "A Marvel Magazine" (uma revista Marvel) muitos anos antes Goodman formalmente adotar o nome em 1961.

### Década de 1950
Nos anos 50, a Marvel atravessou tempos difíceis, da mesma maneira que as outras editoras. Goodman começou a publicar sob o nome de Atlas, uma distribuidora de sua propriedade, em Novembro de 1951. Atlas, ao invés de inovar, seguia as tendências populares na televisão e no cinema - faroestes e dramas de guerra em vigor por um tempo, monstros de cinema drive-in em outro - e mesmo outras revistas em quadrinhos, especialmente a linha de terror da EC Comics. A Atlas também publicou uma infinidade de títulos para crianças e humor adolescente, incluindo Homer the Happy Ghost de Dan DeCarlo (fantasma à la Gasparzinho) e Homer Hooper (adolescente à la Archie Andrews). A editora tentou, sem sucesso, ressuscitar seus super-heróis entre 1953 e 1954, como o Tocha Humana (arte de Syd Shores e Dick Ayers, alternadamente), Namor (quase todas histórias escritas e desenhadas por Bill Everett) e Capitão América (escritor Stan Lee e desenhada John Romita Sr.). A Atlas tinha no mínimo cinco escritores oficiais (chamados oficialmente de editores) além de Stan Lee: Hank Chapman, Paul S. Newman, Don Rico, Carl Wessler e o futuro cartunista da Revista MAD, Al Jaffee.
No final dos anos 50 e início dos 60, o sucesso inicial da DC Comics ao reviver o gênero de super-heróis nas histórias em quadrinhos (principalmente com a Liga da Justiça) fez com que a Marvel seguisse o mesmo caminho. Os principais expoentes desta época foram os seus empregados Stan Lee (edição e argumento) e Jack Kirby (arte), responsáveis pela criação do Quarteto Fantástico. A revista foi um enorme sucesso, o que levou a Marvel a publicar outros títulos de super-heróis, entre os quais se destacou a revista do personagem Homem-Aranha, criado por Stan Lee e Steve Ditko.
As histórias da Marvel distinguiam-se das demais pelo fato de que o universo em que se desenvolviam possuía características mais próximas da realidade, sendo muito mais humanizado. A Editora explorava a caracterização dos personagens, principalmente em problemas pessoais. Como no grupo X-Men, que surgiu originalmente para tratar-se sobre os preconceitos na época, ilustrados nos mutantes. No caso do Homem-Aranha, ele era um jovem herói com alguma falta de autoestima e muitos problemas mundanos, semelhantes ao de muitos adolescentes. O Demolidor era cego e enfrentava alguns problemas relacionados à sua deficiência física. Este novo olhar acabou por incentivar uma revolução nas histórias em quadrinhos (banda desenhada) estadunidenses com o passar do tempo.

### Décadas de 1970 e 1980
No início da década de 1970, uma série de novos diretores trabalharam para a empresa em mais uma época não favorável para esta indústria. No entanto, no final dessa década, a Marvel estava novamente com boa saúde, graças a novos números de HQ e principalmente pela renovação do título dos X-Men, arquitetado principalmente por Chris Claremont e John Byrne.
Na década de 1980, Jim Shooter era o diretor. Apesar da sua personalidade controversa, conseguiu eliminar alguns dos males da empresa - como a não publicação das revistas no prazo devido - e promover mais um renascimento criativo na Marvel, fazendo com que seus gibis tornassem-se ainda mais vendidos .
Em 1981, a Marvel comprou os estúdios de animação DePatie-Freleng Enterprises do famoso animador do desenho da A Pantera Cor-de-Rosa, Friz Freleng. A empresa foi rebatizada de Marvel Productions Ltd. e produziu séries de desenhos animados bastante conhecidas, como G.I. Joe, Transformers e Muppet Babies.
Em 1988, a Marvel foi comprada pelo investidor/empresário Ronald Perelman, que colocou a empresa na Bolsa de Nova Iorque e promoveu o aumento do número de títulos publicados. Entretanto, a empresa vendeu o seu catálogo de animação à Saban Entertainment e fechou permanentemente o estúdio de animação, optando por contratar terceiros para produzir seus projetos de animação.

### Década de 1990
A Marvel ganhou bastante dinheiro no início dos anos 90 devido ao boom das histórias em quadrinhos (desenhos) nos Estados Unidos, mas no meio da década enfrentou graves problemas financeiros, com acusações de que Perelman havia tirado todo o dinheiro da empresa em proveito próprio. Como consequência, a Marvel anunciou que o seu distribuidor exclusivo passaria a ser o Heroes World, que fez com que toda a indústria de distribuição de revistas de histórias em quadrinhos sofresse um grande abalo. A perda potencial da maior empresa da indústria, originou o encerramento das atividades da maioria dos distribuidores. No momento, existe apenas uma grande distribuidora de histórias em quadrinhos nos Estados Unidos: a Diamond Distribution. Muitos peritos julgam que esse fato causou um imenso dano à indústria das histórias em quadrinhos mundial.
No auge da crise, o investidor Carl Icahn tentou obter o controle da Marvel, mas após arrastadas batalhas jurídicas, o controle da empresa foi entregue em 1997 à Isaac Perlmutter, proprietário da Toy Biz, uma das empresas do grupo. Com o seu sócio Avi Arad e os seus nomeados (e controversos) editor Bill Jemas e diretor Joe Quesada, Perlmutter reergueu a Marvel. Além da revitalização das revistas da empresa, alguns dos direitos de seus personagens foram licenciados para estúdios cinematográficos como 20th Century Fox, Sony Pictures Entertainment e Universal Pictures para fazerem filmes baseados neles, alguns filmes foram um sucesso durante a década de 2000 como: Blade (1998), X-Men (2000), que se tornou uma série de filmes e spin-offs como filmes solo do Wolverine e Deadpool, Spider-Man (2002), que também abriu portas para uma série de filmes, Fantastic Four (2005), Hulk (2003) e Venom (2018), que se tornou um universo compartilhado e spin-off da série de filmes Homem-Aranha chamado Universo Homem-Aranha da Sony.

### Década de 2000

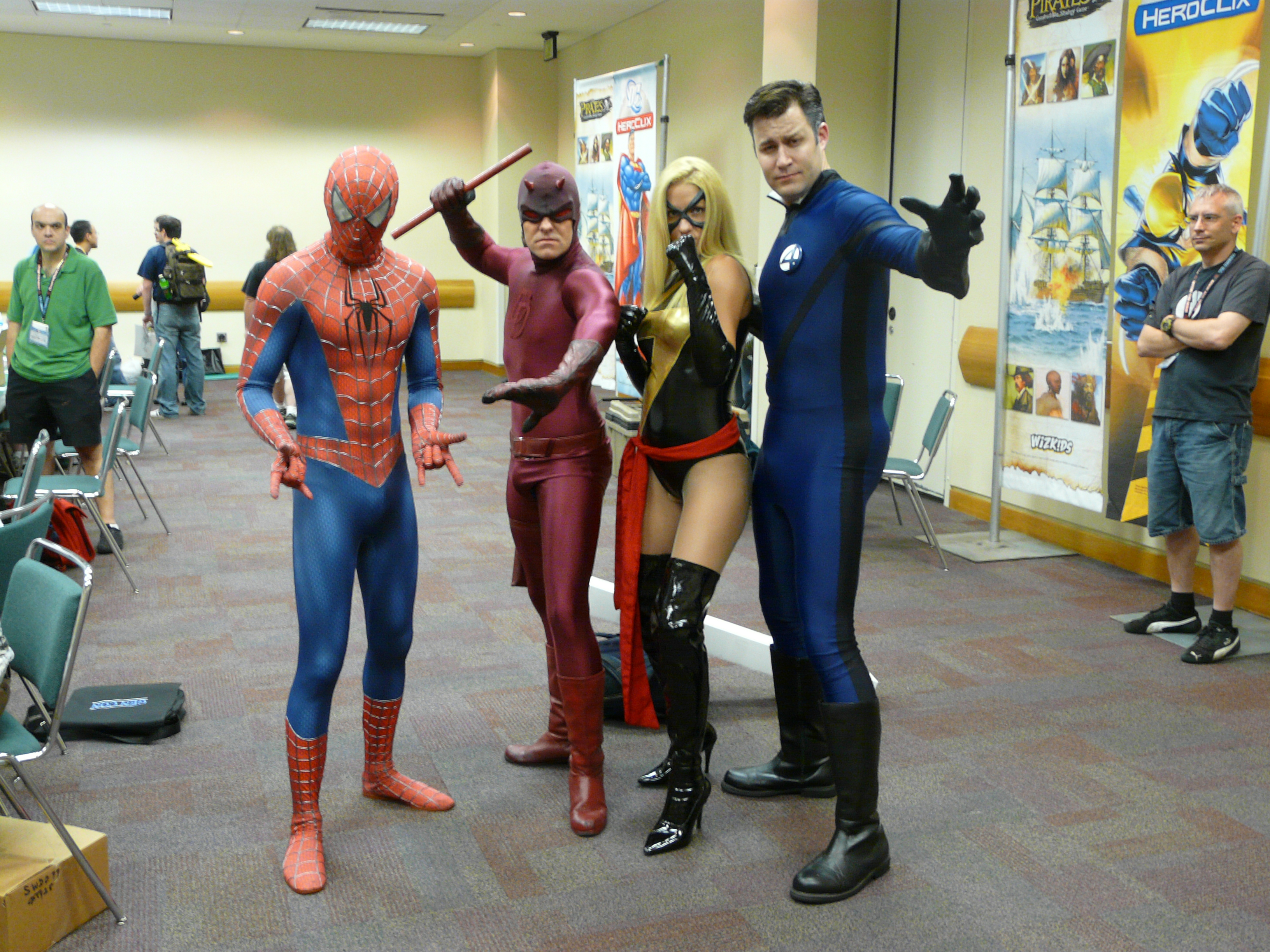
Cosplayers fantasiados de personagens da Marvel (da esquerda para direita: Homem-Aranha, Demolidor, Ms. Marvel e Sr. Fantástico)

Em 2001, a Marvel Comics retirou-se da Comics Code Authority e estabeleceu o seu próprio sistema de classificação para as suas revistas. Criou também novas linhas editoriais, incluindo uma destinada a adolescentes mais velhos (Marvel Knights) e outra a adultos: a (MAX). Outro fator marcante na história da Marvel no início do novo milênio foi sua parceria com Hollywood, que resultou em várias adaptações de sucesso, iniciadas com o filme do Homem-Aranha, em 2002.
Em 2006, a Marvel lançou uma megassaga intitulada Guerra Civil, onde a comunidade heroica viu-se dividida, devido a uma Lei de Registro de Super-Humanos. Essa saga discutiu, de maneira profunda, vários fatores políticos e éticos, aumentando ainda mais a verossimilhança do Universo Marvel com o universo real. Neste mesmo ano a empresa criou sua própria enciclopédia wiki em seu website.
Em 2007, a empresa inovou novamente, anunciando a Marvel Digital Comics Unlimited, um arquivo digital de cerca de 2.500 edições de histórias em quadrinhos antigas, disponíveis para leitura após o pagamento de uma pequena taxa mensal ou anual.
Em 2008, a empresa começou a trabalhar em filmes de super-heróis que eles ainda tinham os direitos cinematográficos, começando com Homem de Ferro e O Incrível Hulk, ambos de 2008, distribuídos pela Paramount Pictures e a Universal Pictures. Sendo peças fundamentais para a formação da série de filmes e universo compartilhado chamado Universo Cinematográfico Marvel (UCM).
Em 2009, a Walt Disney Company comprou a Marvel Entertainment por 4 bilhões de dólares em dinheiro e ações.

### Década de 2010
Após a compra da The Walt Disney Company, a Marvel Studios começou a desenvolver e lucrar com o Universo Cinematográfico Marvel, apenas durante a fase um de seu universo cinematográfico (Homem de Ferro, de 2008 - Os Vingadores, de 2012), a Marvel lucrou cerca de US$ 3,812 bilhões, salvando a empresa da falência que estava sofrendo desde os anos 1990.
A editora norte-americana  apresentou em fevereiro de 2014 uma nova personagem de banda desenhada: a super-heroína Kamala Khan, uma pacata adolescente de Jersey, capaz de mudar de forma e que é muçulmana.

## Editores-chefe
O editor-chefe supervisiona as decisões criativas de maior escala dentro da companhia. O cargo evoluiu lentamente. Nos primeiros anos, a empresa teve um único editor para supervisionar a linha inteira. Com o crescimento da companhia, tornou-se cada vez mais comum para os títulos que fossem inspecionados em separado. O conceito de "escritor-editor" evoluiu com Stan Lee, que escrevia e geria mais de uma linha de produção. Porém, enquanto Lee deteve grande poder dentro da empresa durante sua gestão, quando o editor Martin Goodman promoveu as mudanças na estrutura de sua empresa e os quadrinhos tornaram-se um divisão relativamente pequena, seus sucessores tiveram participações de escalas variáveis dentro da gestão corporativa.
A década de 70 foi marcada por uma grande quantidade de editores-chefe. Com grande rotatividade de nomes, parece que alguns foram nomeados como mera extensão de suas funções editoriais. Somente quando Jim Shooter assumiu em 1978, o cargo foi claramente definido.
Em 1994, a Marvel aboliu o cargo, substituindo Tom DeFalco por um grupo de 5 editores, que receberam cada um o título de editor-chefe, tendo outros editores subordinados a si. Porém, no mesmo ano, o cargo foi restaurado, sendo entregue a Bob Harras. Em 2000, Joe Quesada assumiu a sua posição.
- 1939-1941 - Joe Simon
- 1941-1942 - Stan Lee
- 1942-1945 - Vincent Fago (atuou durante o Serviço Militar de Stan Lee)
- 1945-1972 - Stan Lee
- 1972-1974 - Roy Thomas
- 1974-1975 - Len Wein
- 1974-1975 - Marv Wolfman ("revistas a preto e branco"),
- 1975-1976 - Marv Wolfman - toda a linha
- 1976-1976 - Gerry Conway
- 1976-1978 - Archie Goodwin
- 1978-1987 - Jim Shooter
- 1987-1994 - Tom DeFalco
- 1994-1995 - Período Sem Editor-Chefe Oficial
- 1995-2000 - Bob Harras
- 2000-2011 - Joe Quesada
- 2011-2017 - Axel Alonso
- 2017-presente - C.B. Cebulski[19]

## Nos países lusófonos

Marvel Comics em evento no Pentágono.

Os personagens da Marvel Comics têm sido, ao longo dos anos, apresentados nas publicações das mais diferentes editoras brasileiras e portuguesas. Em Abril de 1940, Namor estreia em Gibi Mensal 142 da RGE (atual Editora Globo)  (tornando errônea a comemoração de 40 anos da Marvel no Brasil, já que a mesma celebra 70 anos em 2009, contando os anos da Timely). A partir de 1967 foram lançados pelo EBAL como estratégia de uma grande campanha publicitária da companhia Shell, que distribuía exemplares das revistas gratuitamente nos postos de gasolina. No filme brasileiro O Homem Nu (1968), produzido com parte do patrocínio obtido pela citada companhia, pode-se ver com destaque pôsteres com os 5 super-heróis Marvel do desenho animado de 1966, colocados em uma vitrine: Capitão América, Hulk, Thor, Namor e Homem de Ferro. No Brasil, os quadrinhos da Marvel são publicados atualmente pela editora Panini Comics e em Portugal pela Levoir e G Floy Studio.
| - RGE, de 1940 a 1954; - GEP, em 1968 - EBAL, de 1966 até 1973; - Bloch, de 1975 a 1978 - Rio Gráfica, de 1979 a 1984; - Abril Jovem, de 1979 até 2001; - Mythos - Opera Graphica - Panini, de janeiro de 2002 até a presente data. | - Edimpresa (Período Desconhecido) - Parilex (1971) - Agência Portuguesa de Revistas (1978-1981) - Distri Editora (1983) - Devir (1999-2005) - Levoir (2014-2018/2018-presente) - G Floy Studio (2014-2018/2018-presente) - Goody S/A (2017-2018) |

## Outras mídias

### Televisão
Várias séries televisivas, tanto live-action como animadas, foram baseadas nos personagens da Marvel Comics, como Homem-Aranha, X-Men e Quarteto Fantástico. Os pioneiros foram a animação The Marvel Super Heroes, produzida pelo estúdio Grantray-Lawrence Animation, conhecida como desenhos desanimados por animação limitada geralmente tirando a arte dos quadrinhos, e The Incredible Hulk, com  Lou Ferrigno como o Hulk e Bill Bixby como seu alter-ego Dr. Banner.
Em meados dos anos 90, foram produzidas várias séries animadas de diversos personagens Marvel, todos pertencentes ao mesmo Universo Animado Marvel.
Após o estabelecimento da Marvel Studios, novos seriados com atores foram feitos em duas frentes. A companhia-irmã ABC transmite duas séries ligadas ao Universo Marvel Cinematográfico, Marvel's Agents of S.H.I.E.L.D. (seguindo um esquadrão da S.H.I.E.L.D. liderado pelo agente Phil Coulson, interpretado por Clark Gregg), e Marvel's Agent Carter (os primórdios da S.H.I.E.L.D. na década de 1940, sob a ótica de Peggy Carter, interpretada por Hayley Atwell), exibida em Portugal pelas emissoras FOX e SIC, e no Brasil pela Sony e a Rede Globo. Já o serviço online Netflix distribui séries mais realistas com heróis e anti-heróis baseados em Nova York, que se reunem no grupo Defensores. Formados por Demolidor, Jessica Jones, Luke Cage e Punho de ferro.
Muitos personagens Marvel foram adaptados para o cinema, principalmente a partir do final dos anos 90. O sucesso de franquias baseadas em nos personagens Blade, X-Men e Homem-Aranha levaram a Marvel a transformar seu estúdio Marvel Films em uma produtora autossuficiente, com distribuição da Paramount Pictures, cuja primeira produção foi Iron Man.